# Syddansk Musikkonservatorium
Syddansk Musikkonservatorium (SDMK) - Danish National Academy of Music er en videregående uddannelsesinstitution under Kulturministeriet, der tilbyder musik- og musikpædagogiske uddannelser på højeste niveau. Endvidere er det SDMK´s opgave at udvikle og fremme dens kunstområde og det kulturliv, der knytter sig hertil, hvilket bl.a. gøres gennem kunstnerisk og pædagogisk udviklingsvirksomhed.
Konservatoriet har ca. 260 studerende, hvoraf en stor del er internationale. De undervises af omkring 50 fastansatte undervisere og i nærheden af 100 tilknyttede timelærere.
SDMK har til huse i Syddanmark i henholdsvis Odense og Esbjerg. Danmarks akkrediteringsinstitution tildelte Syddansk Musikkonservatorium en positiv institutionsakkreditering d. 17. marts 2022.

## Baggrund
Når konservatoriet er forankret i både Odense og Esbjerg skyldes det, at der oprindeligt har været tale om to selvstændige musikkonservatorier, Vestjysk Musikkonservatorium og Det Fynske Musikkonservatorium. De blev den 1. januar 2010 fusioneret med Skuespillerskolen ved Odense Teater under navnet Syddansk Musikkonservatorium & Skuespillerskole. Samarbejdet med skuespillerskolen varede til den 1/1 2015, hvor den blev udskilt og gjort til en del af Den Danske Scenekunstskole. Herefter har konservatoriet heddet Syddansk Musikkonservatorium.

## Uddannelserne
På SDMK er der mulighed for at uddanne sig til:
- Klassisk musiker
- Rytmisk musiker
- Folkemusiker
- Musiker og Musikpædagogisk Udvikler (MPU)
- Kirkemusiker
- Filmkomponist
- Elektronisk musiker og lydkunstner

## Aktiviteter
SDMK afholder jævnligt koncerter med studerende, som er åbne for offentligheden. Desuden er de studerendes koncerteksamener, hvor de spiller en koncert som afslutning på deres uddannelse, ligeledes offentlige. SDMK har også flere samarbejdspartnere i bl.a. Odenses og Esbjergs byliv, hvor de studerende løbende kan tilegne sig koncerterfaringer ved at optræde for offentligheden. Heriblandt kan Café Dexter nævnes, samt Musikbiblioteket i Odense. I Esbjerg præsenterer SDMK koncerter i konservatoriets koncertsal Café Ørsted, samt på byens øvrige scener.

## Tidligere studerende
Blandt mange andre har følgende musikere været studerende på Syddansk Musikkonservatorium, Vestjysk Musikkonservatorium, Det Fynske Musikkonservatorium:
- Steffen Schackinger
- Frederik Vedersø (The Eclectic Moniker)
- Katrine Ottosen (CallmeKat)
- Sinne Eeg
- Andreas Lang
- Henrik Gunde
- Peter Rosendal
- Jullie Hjetland
- Rasmus Zwicki
- Kristine Heebøll (Trio Mio)
- Jesper Buhl (Den Fynske Opera)

## Adjungerede professorer
SDMK har tilknyttet 5 adjungerede professorer:
- Ale Möller - svensk folkemusiker, multiinstrumentalist og underviser (udnævnt 2014)
- Greg Cohen - amerikansk bassist (udnævnt 2018)
- David Braid - canadisk jazzkomponist og pianist (udnævnt 2018)
- Hans-Ola Ericsson - svensk organist (udnævnt 2018)
- Henrik Chaim Goldschmidt - dansk oboist og social entreprenør (udnævnt 2017)
- Ole Edvard Antonsen - norsk trompetist (udnævnt 2019)

## Partnerskaber
Som kunst- og kulturinstitution under Kulturministeriet er det SDMK's opgave at fremme samarbejde mellem professionelle kulturinstitutioner, uddannelsesinstitutioner og amatørmusiklivet, bl.a. med henblik på styrkelsen af det musikalske vækstlag i Danmark. Denne opgave adresser SDMK bl.a. gennem partnerskaber med en række centrale kultur- og uddannelsesinstitutioner i Syddanmark. Partnerskaberne med Odense Symfoniorkester og Esbjerg Ensemble omfatter praktikforløb, fælles koncerter, masterclasses og kurser for SDMK's studerende.
- Odense Symfoniorkester - SDMK og Odense Symfoniorkester har sammen etableret Carl Nielsen Orkesterakademi, der har til formål at bidrage til en kvalitetsorienteret udvikling af orkesterkulturen i Danmark
- Esbjerg Ensemble - samarbejdet skal styrke sammenhængen mellem det professionelle musikmiljø og SDMK og institutionens studerende.
- University College Syd - et strategisk samarbejde på øverste ledelsesniveau, der har til formål at styrke de områder, hvor begge parter har fælles interesser, herunder udviklingen af musikundervisningen i Folkeskolen
- University College Lillebælt - samarbejdet skal bl.a. afdække udviklings – og læringsområder indenfor tværgående tilbud til de to institutioners studerende, og muligheden for at iværksætte fælles forsknings – og udviklingsprojekter. Også her er formålet med aftalen, at styrke de områder, hvor begge parter har fælles interesser og mål.
- Tiptoe Bigband - partnerskabsaftalen handler om at sikre de studerende de bedste forudsætninger for at kunne begå sig fagligt og professionelt på det rytmiske arbejdsmarked samt gennem aktiviteter i studietiden at facilitere, at de studerende får personlige kontakter og netværk på den professionelle jazzscene.

## Eksterne kilder og henvisninger
- Syddansk Musikkonservatoriums websted
- Koncertkalender for SMDK:

|  | Denne artikel kan blive bedre, hvis der indsættes geografiske koordinater Denne artikel omhandler et emne, som har en geografisk lokation. Du kan hjælpe ved at indsætte koordinater i wikidata. |

|  | Denne artikel om en bygning eller et bygningsværk kan blive bedre, hvis der indsættes et (bedre) billede. Du kan hjælpe ved at afsøge Wikimedia Commons for et passende billede eller lægge et op på Wikimedia Commons med en af de tilladte licenser og indsætte det i artiklen. |

1. ↑  Første sager afgjort af nyt Akkrediteringsråd – Akkrediteringsrådet